# Melomys paveli
Melomys paveli  (Helgen, 2003) è un roditore della famiglia dei Muridi endemico dell'isola di Seram.

## Descrizione

### Dimensioni
Roditore di piccole dimensioni, con la lunghezza della testa e del corpo tra 123 e 126 mm, la lunghezza della coda tra 128 e 138 mm, la lunghezza del piede tra 22,4 e 26,2 mm, la lunghezza delle orecchie tra 14,6 e 15,4 mm e un peso fino a 65 g.

### Aspetto
La pelliccia è soffice. Le parti superiori sono bruno-rossicce brillanti, più opache lungo i fianchi, mentre le parti ventrali sono bianche. Il dorso delle zampe è coperto da una striscia grigia scura. I piedi sono più densamente ricoperti di peli delle zampe anteriori. La coda è più corta della testa e del corpo, è uniformemente nerastra ed è ricoperta da 16 anelli di scaglie per centimetro, corredata ciascuna da un singolo pelo.

## Biologia

### Comportamento
È una specie arboricola.

## Distribuzione e habitat
Questa specie è conosciuta soltanto da due esemplari catturati lungo la costa meridionale dell'isola di Seram, Isole Molucche centrali.
Vive nelle foreste pluviali di pianura su terreni calcarei. Sembra favorire ambienti modificati come villaggi e foreste secondarie.

## Conservazione
La IUCN Red List, considerato che questa specie è conosciuta da un solo esemplare e non ci sono informazioni sullo stato della popolazione e i limiti di diffusione, classifica M.paveli come specie con dati insufficienti (DD).

## Tassonomia
Questa specie è stata inizialmente descritta come sottospecie di Melomys rufescens.